# Aspilapteryx pentaplaca
Aspilapteryx pentaplaca is een vlinder uit de familie van de mineermotten (Gracillariidae). Deze soort is voor het eerst wetenschappelijk beschreven als Acrocercops pentaplaca door Edward Meyrick in een publicatie uit 1911.
De soort komt voor in tropisch Afrika waaronder Nigeria, Namibië, Zuid-Afrika de Seychellen, Réunion en Mauritius.